# Nora Nova
Nora Nova (rođena kao Ahinora Kumanova, 8. maj 1928 — 9. februar 2022) bila je nemačka pevačica, rođena u Bugarskoj. Bila je prva Bugarka koja je učestvovala na Pesmi Evrovizije, iako je predstavljala Nemačku.

## Biografija
Njen otac je bio zvaničnik cara Borisa III u Bugarskoj, pa je vaspitana kao monarhista. Nakon promene režima u Bugarskoj na kraju Drugog svetskog rata, neki od njenih rođaka su poslani u koncentracioni logor Belene ili su osuđeni na smrt od strane Narodnog suda. Godine 1959, Ahinora je napustila komunističku Bugarsku ugovaranjem braka sa Nemcem.
Nakon što je 1960. godine došla u Zapadnu Nemačku, pobedila je na takmičenju za pevanje pod nazivom "Die große Chance" ("Velika šansa") u organizaciji njemačke izdavačke kuće Electrola. Nakon što je snimila veliki broj hitova u Nemačkoj i Švajcarskoj, 1964. godine izabrana je da predstavlja Nemačku na Pesmi Evrovizije 1964. koja je održana u Kopenhagenu. Njena pesma, "Man gewöhnt sich so schnell an das Schöne", sa 34 slova ima najduži naslov u istoriji Pesme Evrovizije. U Kopenhagenu je delila zadnje mesto sa Jugoslavijom, Portugalom i Švajcarskom, osvojivši nula poena.
Kumanova se vratila u Bugarsku nakon demokratskih promena 1989. godine. Otvorila je butik u Sofiji. Godine 2001. postala je jedan od osnivača političke stranke NDSV koju je predvodio bivši bugarski car Simeon Sakskoburggotski. Ona je objasnila da je u stranci sa svojim monarhističkim ubeđenjima (za koje tvrdi da su bili razlog da napusti Bugarsku tokom komunističke vladavine) i sa njenim verovanjem u lični integritet cara Simeona.